# ゲイル・ホプキンス
ゲイル・イーソン・ホプキンス（Gail Eason Hopkins , 1943年2月19日 - ）は、アメリカ合衆国オクラホマ州出身の元プロ野球選手（内野手）、整形外科医師、牧師。

## 経歴

### 若年期
父のロバートは野球をプレーしており、若い頃にプロ契約寸前まで行ったが、聖職者であった父親が日曜日に野球をすることを許さなかったため、プロ入りは実現しなかったという。
ホプキンスはデイビッド・スター・ジョーダン高校では学業・スポーツともに優れ、1961年の最優秀卒業生として表彰を受けている。高校卒業にあたって、UCLA、カリフォルニア大学バークレー校、スタンフォード大学などからバスケットボールをやる条件で学費全額免除で勧誘を受けるが、バスケットボールの奨学生としてペパーダイン大学に進学した。バスケットボールによる奨学金を受けていたが、バスケットボールのシーズンは12月～4月だったため、春から夏にかけては野球もプレー。1963年には全米大学体育協会から野球でオールアメリカンに選出されている。また、同年の夏季休暇期間中に、プロアマ混合の西カナダ・リーグに入って週給20ドルでプレーした。

### アメリカ野球界時代
1964年秋に大学に属したままシカゴ・ホワイトソックスとマイナー契約、本格的に学業とプロスポーツの両立を始める。野球の傍らで、大学の学部で生物学と宗教学を専攻していたが、大学のキャンパスに住んでいたので、授業には何とか出席できたという。1968年6月29日にメジャーデビュー。また、同年には大学院で宗教学の修士号を取得した。翌1969年からは一塁手のレギュラーとなり、打率.265、46打点を挙げる。1970年からは医学に進むステップとして生物学を学ぶために、イリノイ工科大学に入学。さすがにこの頃は、授業の出席に苦労するようになっていたが、既にホプキンスはメジャーリーガーとして名が知られていたこともあって、大学側がカリキュラムの面で柔軟に対応してくれたという。
1971年にカンザスシティ・ロイヤルズに移籍、ここでも一塁手のレギュラーとして、打率.278を打ち、キャリアハイの9本塁打、47打点を記録するが、翌1972年以降は控えに回る。1974年にロサンゼルス・ドジャースに移籍するも、メキシコの医科大学に合格して翌年9月から入学することになり、野球と医学の両立はさすがに不可能のため同年限りでドジャースを退団した。

### 日本プロ野球時代
同年オフにメキシコ行きの準備をしていたところ、新たに広島東洋カープの監督に就任したジョー・ルーツから「勝つことをカープに教えて欲しい」と熱心な勧誘を受ける。ホプキンスはルーツの情熱に打たれ、メジャー時代より高い年俸（推定80,000ドル）の好条件もあって、日本行きを決断。ただし、医科大学へは予定通り進学したかったため、チームが優勝争いから脱落したら9月に帰国できる条件で、広島と契約した。
1975年2月26日に来日するが、その5日前に神経微細胞の研究論文を提出したばかりであった。開幕すると主に三番・一塁手として出場。この年の広島はシーズン後半に入っても中日ドラゴンズ・阪神タイガースと三つ巴の優勝争いを演じたことから、ホプキンスは帰国せずにプレーを続ける。広島が球団史上初のセントラル・リーグ優勝を決めた10月15日の読売ジャイアンツ第26回戦（後楽園球場）では9回表に勝負を決する3点本塁打を打つなど随所で勝負強さを発揮。打率は.256（リーグ28位）だったものの、33本塁打（同3位）、91打点（同2位）の成績を残した。
好成績によりもう1年契約を延長することになったため、メキシコの医科大学に連絡をしたところ、1年間入学を延期してもらえることになる。しかし、友人の勧めでシカゴにあるラッシュ医科大学へ入学申請したところ、イリノイ工科大学で生物学（博士課程）の研究をしていたことなどが評価されて、入学が許可された。また、ホプキンスは広島で野球をプレーする傍らで、医者になるために、練習終了後試合が始まるまでの時間、遠征の移動時間などの空き時間を使って勉強を続けた。さらに同年9月に歯の治療で広島大学歯学部に行った際に、同大学医学部の藤田尚男教授を訪ねたことをきっかけに、1976年7月から8月にかけて研究生として藤田の研究室に通って実験に取り組んでいる。藤田から学んだ組織学の知識は、のちに医学を学ぶ際に非常に役立ったという。
翌1976年もチームの主軸として活躍、リーグ4位となる打率.329を打ったが、ラッシュ医科大学への進学のために、広島を退団して帰国する。大学の授業に出るようになって1ヶ月ほどたったころ、日系人の学部長から特別のプログラムを準備され、大学に通いながら再び現役復帰するよう指示を受ける。広島は既に新外国人としてジム・ライトル、エイドリアン・ギャレットを獲得していたため、ホプキンスは南海ホークスに入団。1977年に1シーズンプレーした後、現役を引退した。なお、この年にイリノイ工科大学で生物学の博士号を取得している。

### 野球引退後
帰国後はラッシュ医科大学で学び、1981年に医学の博士号を取得。大学病院での研修を経て、1986年にカリフォルニア州ローダイで整形外科のプライベートドクター（開業医）となった。のち、オハイオ州に移って病院を経営するが、自らも整形外科医として患者の診察にあたった。また、ミッション系大学で聖書学も教えている。
2013年5月には、広島で行われた日本整形外科学会学術総会のために来日、23日の東北楽天ゴールデンイーグルス戦で始球式で打席に立っている。

## 選手としての特徴
広島東洋カープ時代は、気ままな面が見られた従来の外国人選手と異なり、情熱を持って真面目に野球に取り組んだ。チームメイトに迷惑をかけないことは当然として、積極的にチームの和に貢献。広島ではわずか2年のプレーであったが、ホプキンスがチームに与えた影響は大きく、広島初優勝の影のMVPとの評価もある。

## 人物
ローダイで整形外科のプライベートドクターを開業したのちも、患者はホプキンスがメジャーリーガーだったことを知っており、特に小児患者に対してはベースボールカードを見せたり、野球の話をして元気づけたりしていた。また当時、ローダイではホプキンスのベースボールカードは売り切れで入手できず、サクラメントあたりまで行かないと買えなかったという。
1975年9月10日の中日ドラゴンズ戦（広島市民）で9回裏に山本浩二が安打を放つが三村敏之が本塁寸前でタッチアウトとなる。この際、捕手の新宅洋志のタッチが強かったため、三村は衝撃で横転した。このプレーによって中日と広島の選手達で揉めるが、そこへ観客席からファンが降りてきて中日の選手達に対する暴動が発生。ホプキンスはチームメートのシェーンと共に騒動を収めようと試み、石などを投げつけられながらも中日の選手達をベンチ裏へと導いた。後日、ホプキンスはファンに対して「チーム同士のファイトはアメリカにもある。でもファンが選手に暴力を振るうようなことはない。どんなことがあってもフェンスの外で見てほしい」と声を送った。

## 詳細情報

### 年度別打撃成績
| 年 度    | 球 団    | 試 合 | 打 席 | 打 数 | 得 点 | 安 打 | 二 塁 打 | 三 塁 打 | 本 塁 打 | 塁 打 | 打 点 | 盗 塁 | 盗 塁 死 | 犠 打 | 犠 飛 | 四 球 | 敬 遠 | 死 球 | 三 振 | 併 殺 打 | 打 率 | 出 塁 率 | 長 打 率 | O P S |
| -------- | -------- | ----- | ----- | ----- | ----- | ----- | -------- | -------- | -------- | ----- | ----- | ----- | -------- | ----- | ----- | ----- | ----- | ----- | ----- | -------- | ----- | -------- | -------- | ----- |
| 1968     | CHW      | 29    | 43    | 37    | 4     | 8     | 2        | 0        | 0        | 10    | 2     | 0     | 0        | 0     | 0     | 6     | 1     | 0     | 3     | 0        | .216  | .326     | .270     | .596  |
| 1969     | CHW      | 124   | 427   | 373   | 52    | 99    | 13       | 3        | 8        | 142   | 46    | 2     | 1        | 0     | 3     | 50    | 1     | 1     | 28    | 10       | .265  | .351     | .381     | .732  |
| 1970     | CHW      | 116   | 321   | 287   | 32    | 82    | 8        | 1        | 6        | 110   | 29    | 0     | 0        | 0     | 5     | 28    | 5     | 1     | 19    | 5        | .286  | .346     | .383     | .729  |
| 1971     | KC       | 103   | 339   | 295   | 35    | 82    | 16       | 1        | 9        | 127   | 47    | 3     | 1        | 1     | 2     | 37    | 9     | 4     | 13    | 8        | .278  | .364     | .431     | .794  |
| 1972     | KC       | 53    | 78    | 71    | 1     | 15    | 2        | 0        | 0        | 17    | 5     | 0     | 0        | 0     | 0     | 7     | 1     | 0     | 4     | 2        | .211  | .282     | .239     | .521  |
| 1973     | KC       | 74    | 171   | 138   | 17    | 34    | 6        | 1        | 2        | 48    | 16    | 1     | 2        | 0     | 2     | 29    | 2     | 2     | 15    | 8        | .246  | .380     | .348     | .728  |
| 1974     | LAD      | 15    | 21    | 18    | 1     | 4     | 0        | 0        | 0        | 4     | 0     | 0     | 0        | 0     | 0     | 3     | 2     | 0     | 1     | 0        | .222  | .333     | .222     | .556  |
| 1975     | 広島     | 130   | 547   | 496   | 72    | 127   | 20       | 1        | 33       | 248   | 91    | 1     | 2        | 1     | 4     | 36    | 2     | 10    | 53    | 15       | .256  | .317     | .500     | .817  |
| 1976     | 広島     | 117   | 491   | 420   | 62    | 138   | 16       | 1        | 20       | 216   | 69    | 1     | 3        | 1     | 3     | 62    | 7     | 5     | 30    | 9        | .329  | .418     | .514     | .933  |
| 1977     | 南海     | 113   | 441   | 402   | 37    | 107   | 13       | 2        | 16       | 172   | 69    | 1     | 2        | 1     | 2     | 33    | 4     | 3     | 25    | 12       | .266  | .325     | .428     | .753  |
| MLB：7年 | MLB：7年 | 514   | 1400  | 1219  | 142   | 324   | 47       | 6        | 25       | 458   | 145   | 6     | 4        | 1     | 12    | 160   | 21    | 8     | 83    | 33       | .266  | .352     | .376     | .727  |
| NPB：3年 | NPB：3年 | 360   | 1479  | 1318  | 171   | 372   | 49       | 4        | 69       | 636   | 229   | 3     | 7        | 3     | 9     | 131   | 13    | 18    | 108   | 36       | .282  | .353     | .483     | .836  |

- 各年度の太字はリーグ最高

### 記録
NPB
- 初出場・初先発出場：1975年4月5日、対ヤクルトスワローズ1回戦（明治神宮野球場）、4番・一塁手として先発出場
- 初安打：1975年4月6日、対ヤクルトスワローズ2回戦（明治神宮野球場）、6回表に浅野啓司から
- 初本塁打・初打点：同上、9回表に石岡康三から右越決勝2ラン
- オールスターゲーム出場：1回 （1976年）

### 背番号
- 18 （1968年 - 1973年）
- 16 （1974年、1977年）
- 6 （1975年 - 1976年）